# .py
.pyは国別コードトップレベルドメイン（ccTLD）の一つで、パラグアイに割り当てられている。